# Новоалтайськ
Новоалта́йськ (рос. Новоалтайск) — місто в Росії. Адміністративний центр Первомайського району Алтайського краю, до складу якого не входить. Утворює Новоалтайський міський округ.

## Історія
Місто з'явилося як село у XVIII столітті під назвою Чесноківка з проникненням російського населення з європейської частини Росії до Сибіру. У 1717 році була побудована Білоярська фортеця, яка була потрібна для захисту поселенців від набігів кочівників. Вже у майбутньому вона втратила своє призначення, але Білоярська слобода, що виросла поруч із фортецею, дала початок розвитку 33 населеним пунктам, у тому числі селу Чесноківка.
8 травня 1942 року робітниче селище Чесноківка перетворили на місто районного підпорядкування.
Складалося місто Чесноківка з невеликих сіл та пристанційного селища, де на площах місцевого підприємства АлтДОЗ розмістився евакуйований восени 1941 року з України, міста Дніпродзержинськ (зараз — Кам'янське) вагонобудівний завод ім. Газети «Правда».
18 квітня 1962 року місто Чесноківка перейменовано на Новоалтайськ.
Сьогодні це місто-супутник столиці Алтайського краю Барнаула, промисловий центр і великий залізничний вузол.

## Географія
Місто розташоване на правому березі річки Об, у нижній течії її правої притоки річки Чесноківка, за близько 12 км від центру міста Барнаула (навпроти нього через р. Об). Міський округ Новоалтайська межує на південному заході з міським округом міста Барнаула, на сході, півночі, півдні та північному заході — з Первомайським районом Алтайського краю (є адміністративним центром цього району, але до його складу не входить).

## Населення
У Новоалтайську проживає переважно російське населення. За чисельністю населення місто у 2014 році зайняло 224 місце у списку російських міст.
Кількість мешканців щороку збільшується. Станом на 1 січня 2021 року за чисельністю населення місто знаходилося на 221-му місці з 1116 міст Росії.

### Національний склад[6]
| національність | національність | чоловіків | жінок  | усього | %    |
| -------------- | -------------- | --------- | ------ | ------ | ---- |
| росіяни        |                | 33 423    | 36 072 | 69 495 | 94,5 |
| німці          |                | 507       | 545    | 1 052  | 1,43 |
| українці       |                | 458       | 522    | 980    | 1,33 |
| татари         |                | 153       | 133    | 286    | 0,39 |
| білоруси       |                | 128       | 112    | 240    | 0,32 |
| вірмени        |                | 130       | 65     | 195    | 0,26 |
| мордва         |                | 76        | 81     | 157    | 0,21 |
| цигани         |                | 91        | 61     | 152    | 0,2  |
| разом:         | разом:         | 35 630    | 37 914 | 73 544 | 100  |